# ألبرت بيرتيلسن
ألبرت بيرتيلسن (بالدنماركية: Albert Bertelsen)‏ هو رسام توضيحي دنماركي، ولد في 17 نوفمبر 1921 في فايله في الدنمارك.